# Wolfgang Sievers

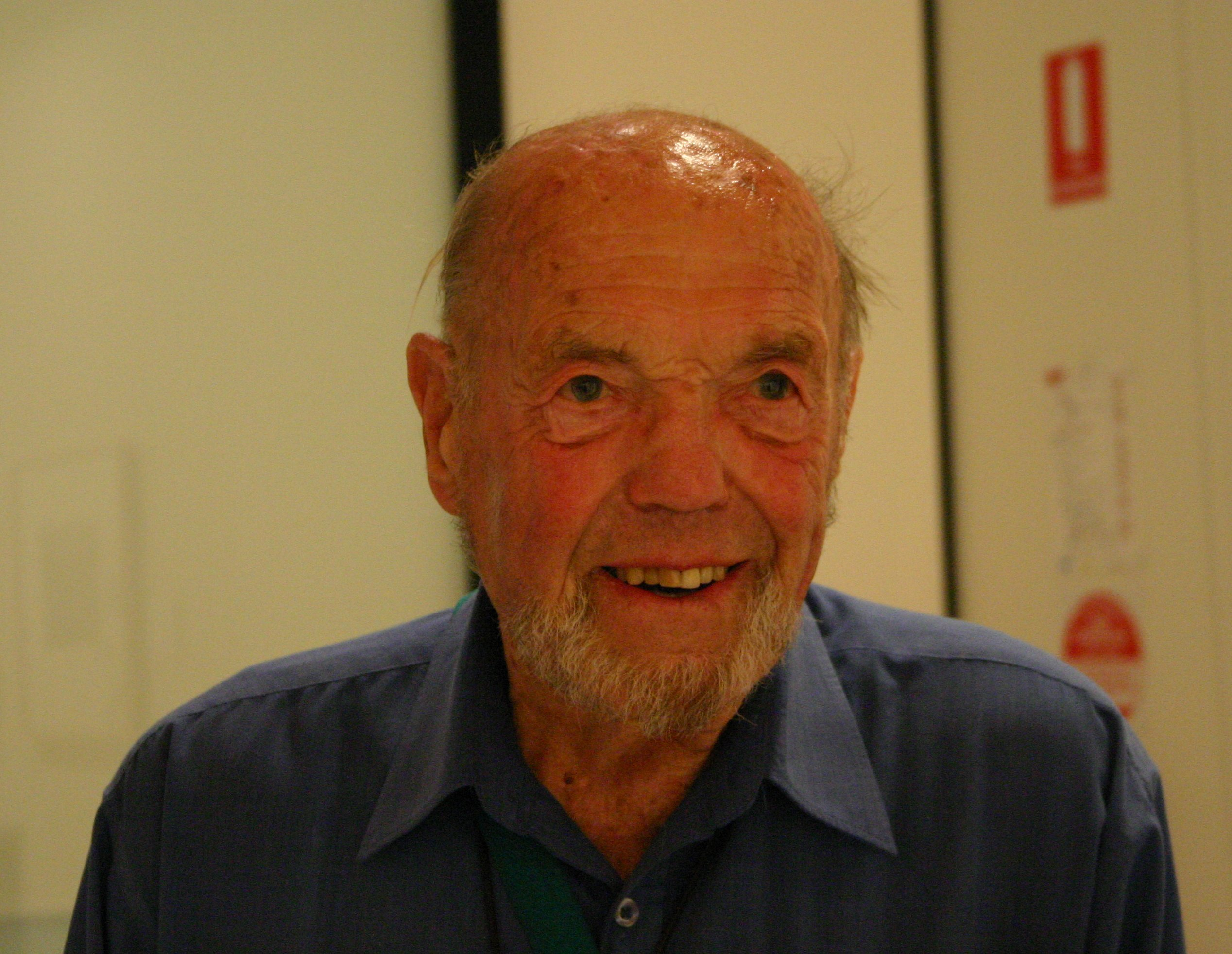
Wolfgang Sievers 2005

Wolfgang Georg Sievers AO (* 18. September 1913 in Berlin; † 6. August 2007 in Melbourne) war ein australischer Fotograf deutscher Abstammung.

## Leben
Wolfgang Sievers war der Sohn des Kunsthistorikers Johannes Sievers (1880–1969). 1935/36 verbrachte er ein Jahr in Portugal, von 1936 bis 1938 studierte er an der Kunstschule „Contempora Lehrateliers für neue Werkkunst“ in Berlin. Aufgrund der jüdischen Herkunft seiner Mutter hatte er Probleme in Deutschland und ging 1938 nach Australien.
In seiner Arbeit spezialisierte sich Sievers erst auf Architektur- und später auf Industriefotografie. Er überzeugt durch seine Komposition, die ein harmonisches Gleichgewicht zwischen Mensch und Maschine wahrt.
2000 fand eine große retrospektive Ausstellung im Arquivo Fotografico Municipal de Lisboa in Portugal statt.
2002 schloss die Australische Nationalbibliothek einen Vertrag mit Sievers, wonach man über einige Jahre Sievers’ gesamtes Archiv für die fotografische Sammlung erwarb.
Für seine Verdienste um die Kunst als Fotograf und um die Aufzeichnung des australischen kulturellen Lebens und Erbes durch die visuelle Dokumentation der australischen Industrie und Architektur des 20. Jahrhunderts wurde er 2002 zum Officer des Order of Australia ernannt.